# Michel Aaron Weill
Pour les articles homonymes, voir Weill.
Michel Aaron Weill (19 juillet 1814, Strasbourg - 6 janvier 1889, Paris) est un rabbin et écrivain français. Il fut grand-rabbin d'Alger de 1846 à 1864, épousa une cousine de Karl Marx et fut le père de la romancière Dick May et de l'historien Georges Weill.

## Biographie
Michel Aaron Weill est le fils de David Weill (mort le 29 janvier 1834 à Strasbourg), fils du rabbin de Rosheim Mathias Jacob Weyl et petit-fils du député de la nation juive d'Alsace Leyman Isaac Netter, et de Clémentine Bing (née en 1784 à Obernai).
Il étudie à l'École centrale rabbinique de Metz où il obtient le diplôme rabbinique puis il part ensuite étudier à Paris à la Sorbonne. Après avoir terminé ses études, il devient professeur au Consistoire de Nancy.
Le 16 novembre 1847 à Strasbourg, il épouse Henriette Eva Marx (1826-1919) qui est la fille de l'homme d'affaires Jakob Marx Lewy (frère de l'avocat Heinrich Marx et oncle du théoricien communiste Karl Marx). Ensemble, ils ont quatre enfants parmi lesquels la romancière française Dick May (1859-1925), également fondatrice de l'École supérieure de journalisme de Paris et de l'École des hautes études sociales, et l'historien du socialisme et du saint-simonisme, Georges Weill (1865-1944),.
En 1845 il est nommé professeur en Algérie où il part donc habiter. Directeur de l'école israélite, il devient en 1846 le premier Français à obtenir la charge de grand-rabbin d'Alger. Le gouvernement cherche alors à franciser l'Algérie et Weill est chargé d'inculquer les valeurs et la civilisation française aux juifs algériens. Il cède finalement son poste en 1864, soit 18 ans plus tard.
En 1864, la famille rentre en France et s’installe à Sélestat, petite commune du département du Bas-Rhin, dans la région dont il est originaire. En 1876, il obtient la charge de rabbin de Toul, en Meurthe-et-Moselle, qu'il accepte. Il abandonne ce rabbinat neuf ans plus tard, en 1885, date à laquelle sa famille finit par se fixer à Paris. Michel Aaron y meurt le 6 janvier 1889 et est enterré au cimetière du Père-Lachaise (96e division).

## Œuvres
Il est l'auteur de plusieurs livres dont :
- Le Judaïsme, ses dogmes et sa mission, Paris, 1866
- Théodicée, Paris, 1867
- La Révélation, Paris,1868 ;
- Providence et Rémunération, Paris, 1869
- La Morale du judaïsme, Paris, 1875-1877
- La Parole de Dieu, ou la Chaire israélite ancienne et moderne, 1880[2].